# Dzhalindite
La dzhalindite (simbolo IMA: Dz) è un raro minerale del supergruppo della perovskite, all'interno del quale viene collocato nel gruppo delle perovskiti non stechiometriche e da lì al sottogruppo della söhngeite; appartiene alla famiglia minerale degli "ossidi e idrossidi" con composizione chimica In(OH)3.

## Etimologia e storia
La dzhalindite fu scoperta per la prima volta nel giacimento di stagno "Dzhalinda" nei monti Maly Chingan nel territorio di Chabarovsk (Russia) e descritta nel 1963 da Alexander Dmitrievich Genkin (1919–2010) e I. V. Muravéva, che diedero al minerale il nome della sua località tipo.
Il campione tipo del minerale è conservato nel Museo Minerario dell'Università Mineraria Statale di San Pietroburgo con il numero di catalogo 106a/1 e nel Museo Mineralogico dell'Accademia russa delle scienze a Mosca con il numero di catalogo 65279.

## Classificazione
La classica nona edizione della sistematica dei minerali di Strunz, aggiornata dall'Associazione Mineralogica Internazionale (IMA) fino al 2009, elenca la dzhalindite nella classe "4. Ossidi (idrossidi, V[5,6] vanadati, arseniti, antimoniti, bismutiti, solfiti, seleniti, telluriti, iodati)" e da lì nella sottoclasse "4.F Idrossidi (senza V od U)"; questa viene ulteriormente suddivisa in base alla struttura del minerale, in modo che la dzhalindite possa essere trovata nella sezione "4.FC Idrossidi con OH, senza H2O; ottaedri che condividono un vertice" dove insieme a bernalite e söhngeite forma il sistema nº 4.FC.05.
Tale classificazione viene mantenuta anche nell'edizione successiva, proseguita dal database "mindat.org" e chiamata Classificazione Strunz-mindat.
Nella Sistematica dei lapis (Lapis-Systematik) di Stefan Weiß la dzhalindite si trova nella classe degli "ossidi" e nella sottoclasse degli "idrossidi e idrati ossidici (ossidi contenenti acqua con struttura stratificata)", dove forma il sistema nº IV/F.15 insieme a bernalite e söhngeite.
Anche nella classificazione dei minerali secondo Dana, usata principalmente nel mondo anglosassone, la dzhalindite è nella famiglia degli "ossidi e idrossidi" dove si trova nella classe degli "idrossidi e ossidi contenenti idrossidi" e nella sottoclasse degli "idrossidi e ossidi contenenti idrossidi con gruppi (OH)3 o (OH)6", dove forma il sistema nº 06.03.05 insieme a bernalite e söhngeite.

## Abito cristallino
La dzhalindite cristallizza nel sistema cubico con il gruppo spaziale Im3 (gruppo nº 204) con la costante di reticolo a = 7,9743(6) Å, oltre ad avere 8 unità di formula per cella unitaria.

## Origine e giacitura
A causa della presenza della dzhalindite lungo le fratture che attraverso minerali idrotermali primari associati a rocce vulcaniche felsiche brecciate, l'origine del minerale è probabilmente secondaria (per campioni trovati presso il giacimento di "Dzhalinda", Russia), dove è in paragenesi con indite, cassiterite e quarzo, ma è anche stata trovata in solfuri all'interno di granito greisenizzato (per campioni trovati a Mangabeira, Brasile), qui in paragenesi con roquesite, sfalerite, calcopirite, digenite, arsenopirite, cassiterite e scorodite.
Essendo un minerale raro, la dzhalindite è stata trovata in pochi siti: oltre alla sua località tipo, il deposito di stagno "Dzhalinda" in Russia, sempre in questo Stato è stata rinvenuta anche nel deposito di stagno "Verkhnee" nel territorio del Litorale e nel deposito "Bugdainskoe" nel territorio della Transbajkalia. Altri luoghi di ritrovamento sono: la contea di Damxung e a Gejiu (Cina); Shimoda (nella prefettura di Shizuoka in Giappone); contea di Charlotte (Canada); a Monte Alegre de Goiás (Brasile); nel dipartimento di Valcheta (Argentina); nello Tsumeb (in Namibia); nelle contee di Inyo e di Rusk; Lavreotiki (Grecia); Abertamy (Repubblica Ceca).

## Forma in cui si presenta in natura
La dzhalindite è traslucida e si trova solitamente sotto forma di aggregati minerali massicci di colore giallo-marrone o forma pseudomorfi dopo l'indite. Il colore del suo striscio è giallo-bianco.